# Абдастарт (царь Тира)
Абдастарт (Абдастрат; «раб Астарты»; финик. ‘Abd-‘ashtart или финик. , ивр. עבדעשתרת‎, лат. Abdastartus) — царь Тира в последней трети X века до н. э.

## Биография
Абдастарт известен из единственного исторического источника: цитаты из Менандра Эфесского, сохранившейся в труде Иосифа Флавия «Против Апиона». В свою очередь, Менандр позаимствовал приводимые им свидетельства непосредственно из имевшихся в архивах города Тира хроник.
Согласно Иосифу Флавию, Абдастарт — сын Баалезора I и внук Хирама I Великого. После отца он унаследовал власть над Тиром и правил девять лет. В возрасте двадцати девяти лет он был убит четырьмя сыновьями своей кормилицы, составившими против него заговор. Старший из них, как предполагается имевший имя Метастарт, сам взошёл на тирский престол.
Датировка правлений монархов Тира, живших позднее середины IX века до н. э., основывается на упоминании в одной из надписей о получении в 841 году до н. э. властителем Ассирии Салманасаром III дани от тирского царя Баалезора II. Для датировок правлений более ранних тирских владетелей используется упоминание Иосифа Флавия времени между восшествием на тирский престол царя Хирама I Великого и основанием Карфагена Дидоной: сто пятьдесят пять лет и восемь месяцев. Однако так как в трудах античных авторов упоминаются две даты основания Карфагена (825 и 814 годы до н. э.), в работах современных историков даты правлений властителей Тира, живших ранее середины IX века до н. э., не всегда синхронизированы. Правление Абдастарта датируется приблизительно последней третью X века до н. э., а в качестве более точных дат упоминаются различные периоды с 930 по 909 год до н. э. включительно.

## Комментарии

Финикия и Палестина во второй половине X века до н. э.

1. ↑  Фактически, Абдастарт I, так как тирский царь Абдастарт II правил в середине IV века до н. э. Однако в работах современных историков этот монарх упоминается только по имени[1][2][3][4].